# Catocalinis
Els catocalinis (Catocalini) són una tribu de lepidòpters ditrisis de la família dels erèbids (Erebidae), subfamília Erebinae.
Els adults de moltes espècies d'aquesta tribu tenen les ales posteriors de colors vermellosos i vius en contrast amb els colors marronosos de les ales anteriors.
La tribu està relacionada de prop amb la tribu Audeini, també dins de la subfamília Erebinae.

## Gèneres
- Archaeopilocornus
- Catocala
- Spiloloma
- Tachosa
- Ulotrichopus

## Gèneres anteriors
- Artena
- Audea
- Crypsotidia
- Hypotacha
- Mecodina

## Galeria

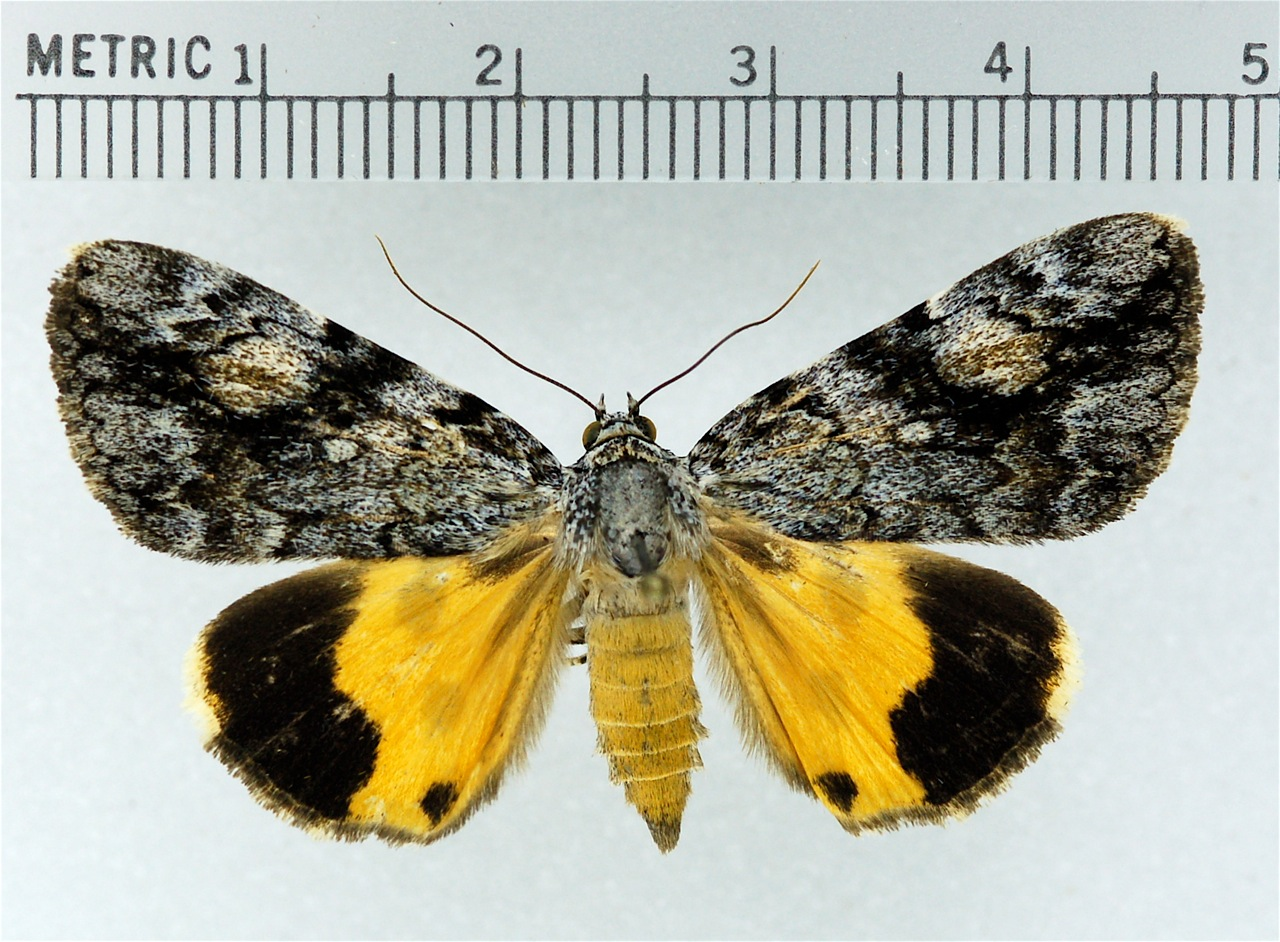
Catocala amica
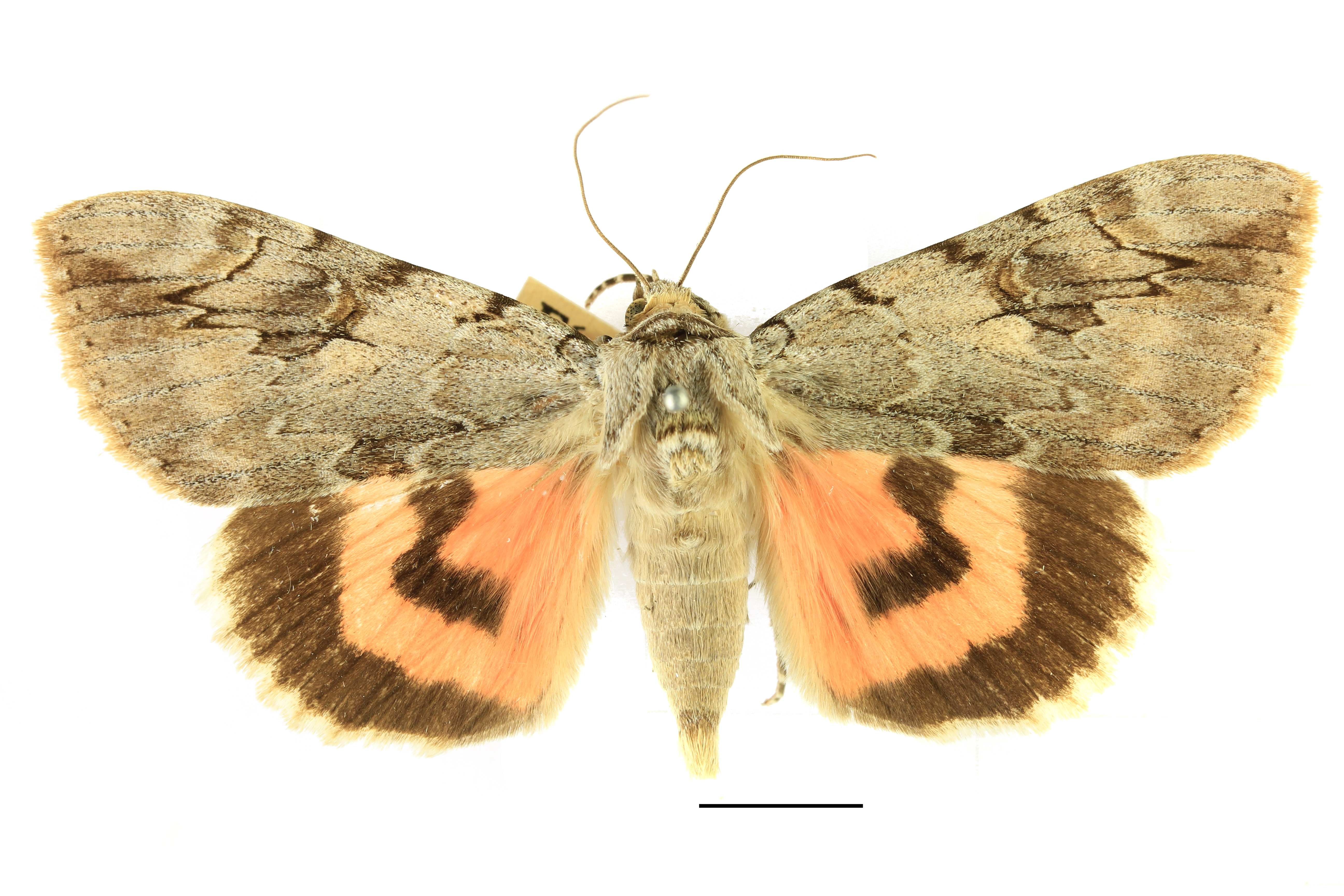
Catocala electa
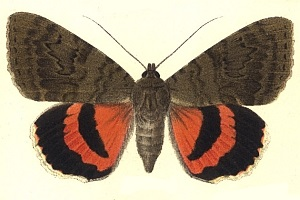
Catocala oberthuri
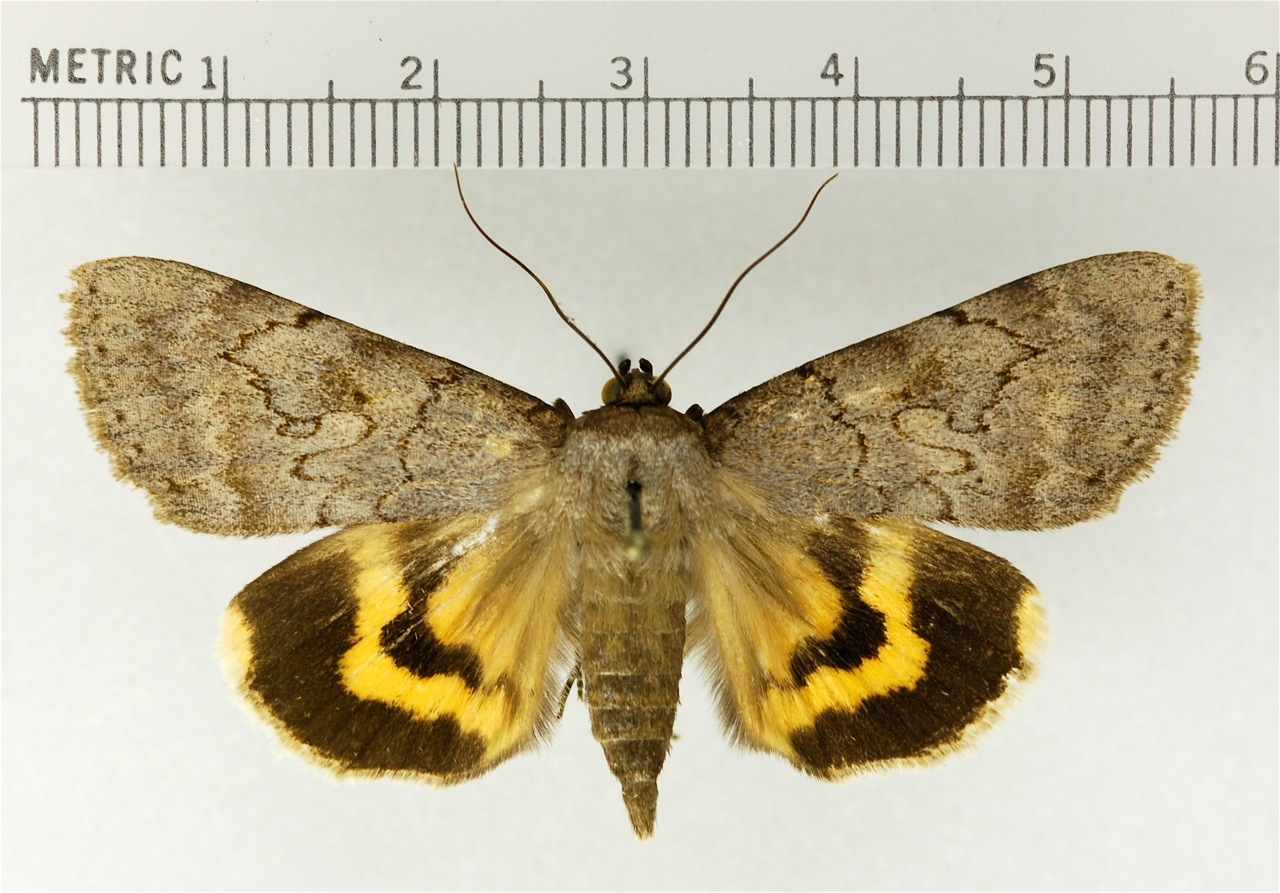
Catocala serena